# Petreștii de Jos
Petreștii de Jos est une commune de Transylvanie, en Roumanie, dans le județ de Cluj. Elle est composée des villages de Petreștii de Jos, Crăești, Deleni, Livada, Petreștii de Mijloc, Petreștii de Sus, Plaiuri.

## Galerie d'images

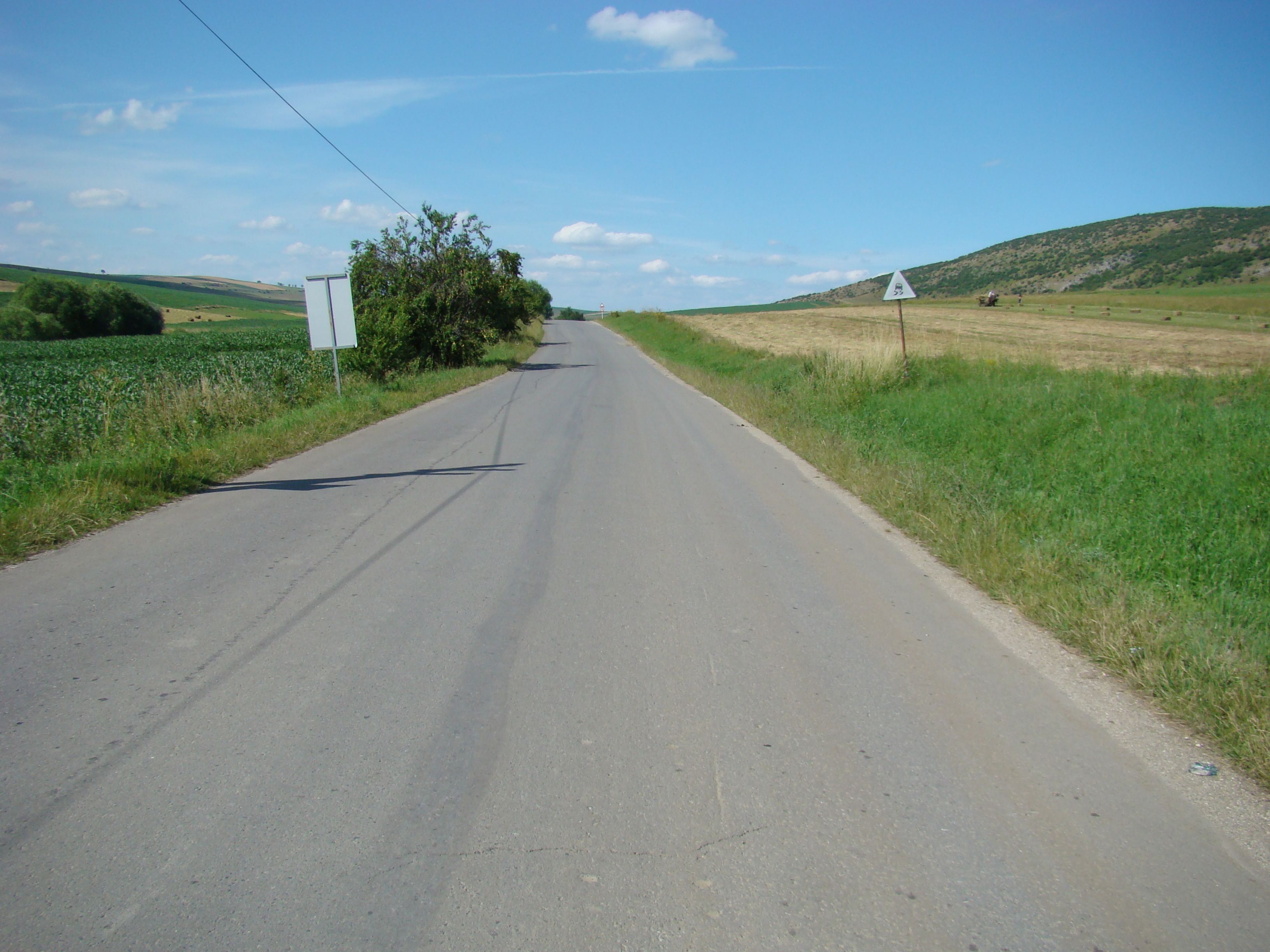
Route Tureni-Petreștii de Jos
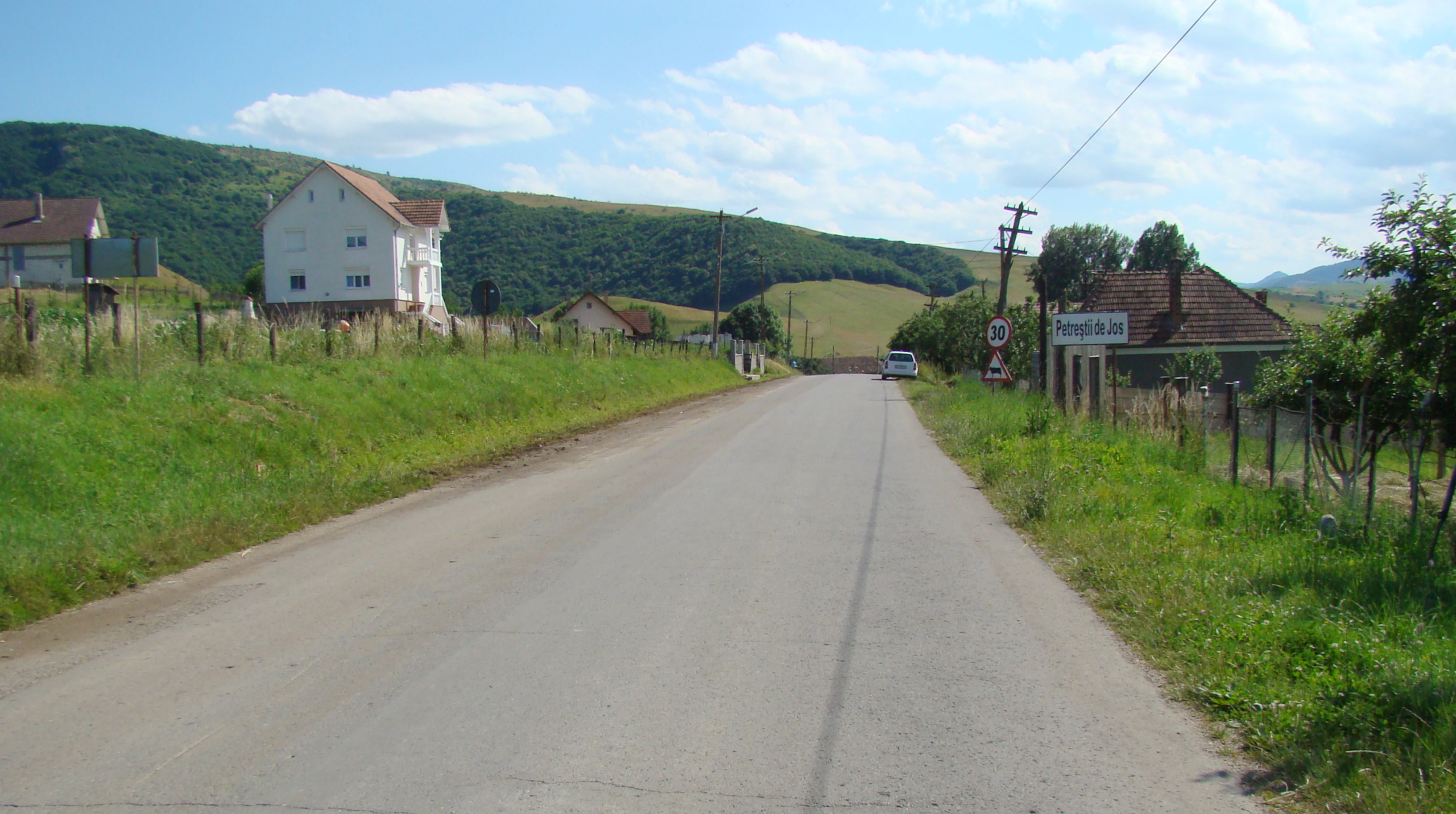
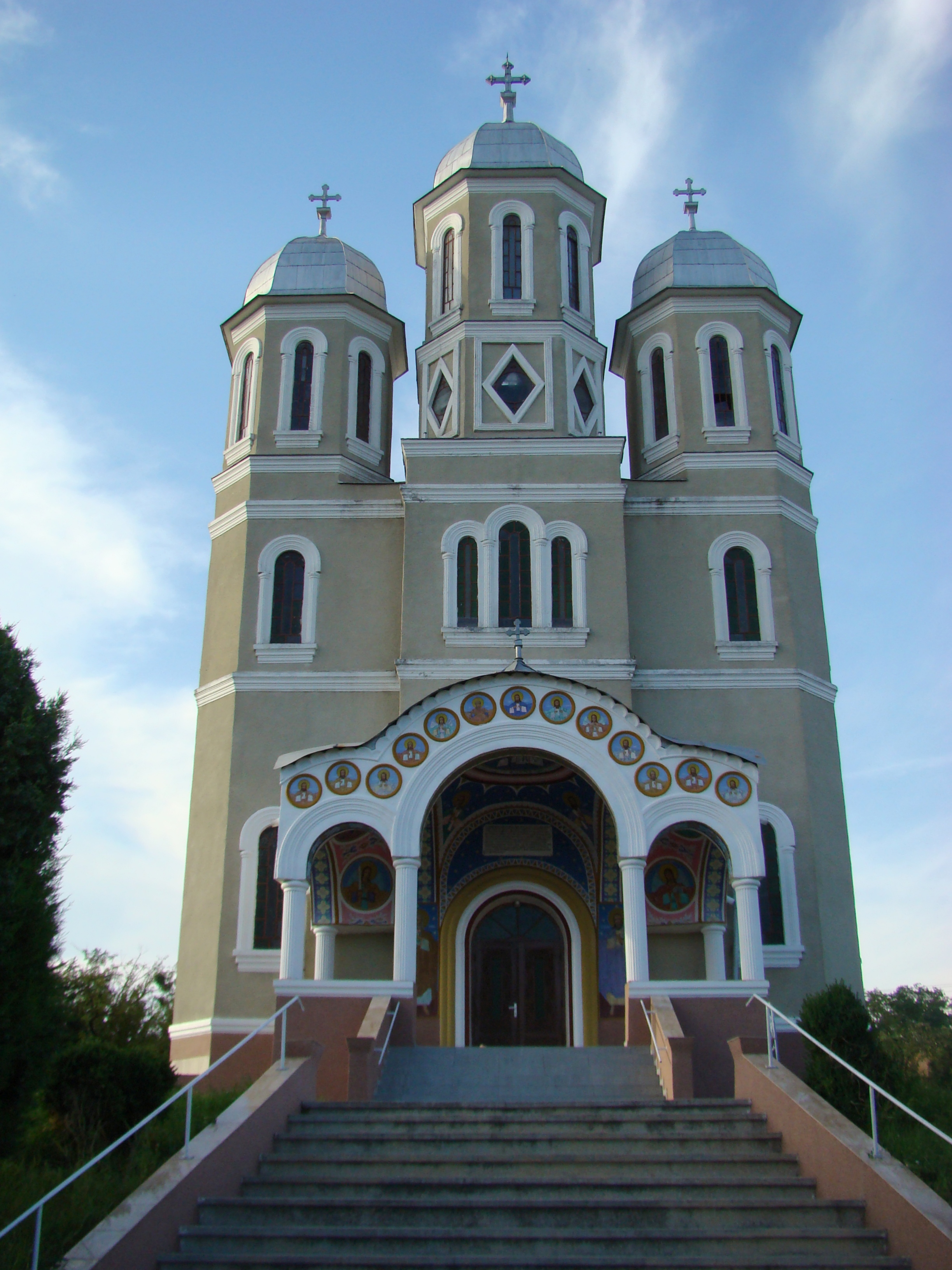
Église orthodoxe dédiée à Sfinții Arhangheli Mihail și Gavriil
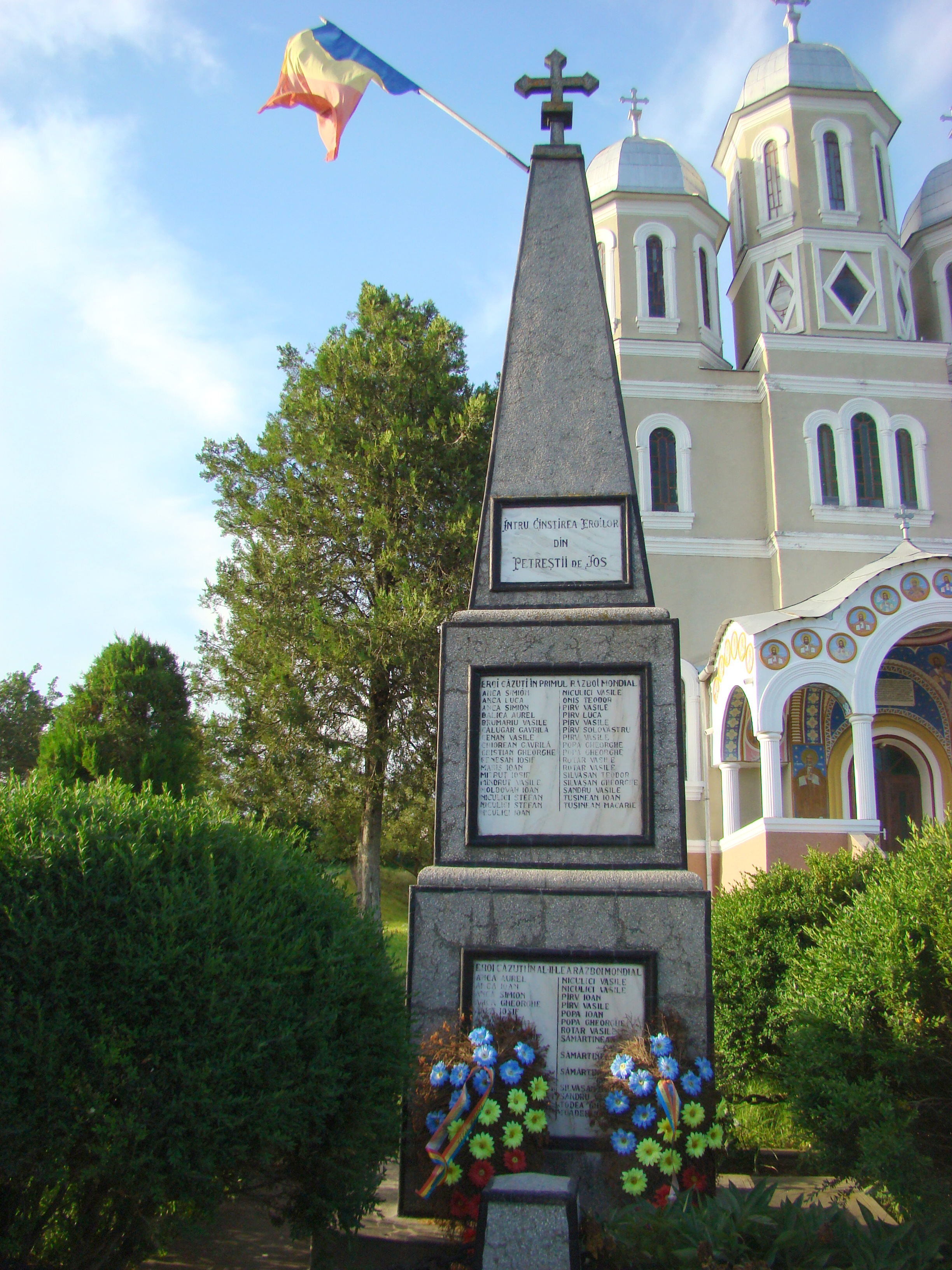
Monument Eroilor
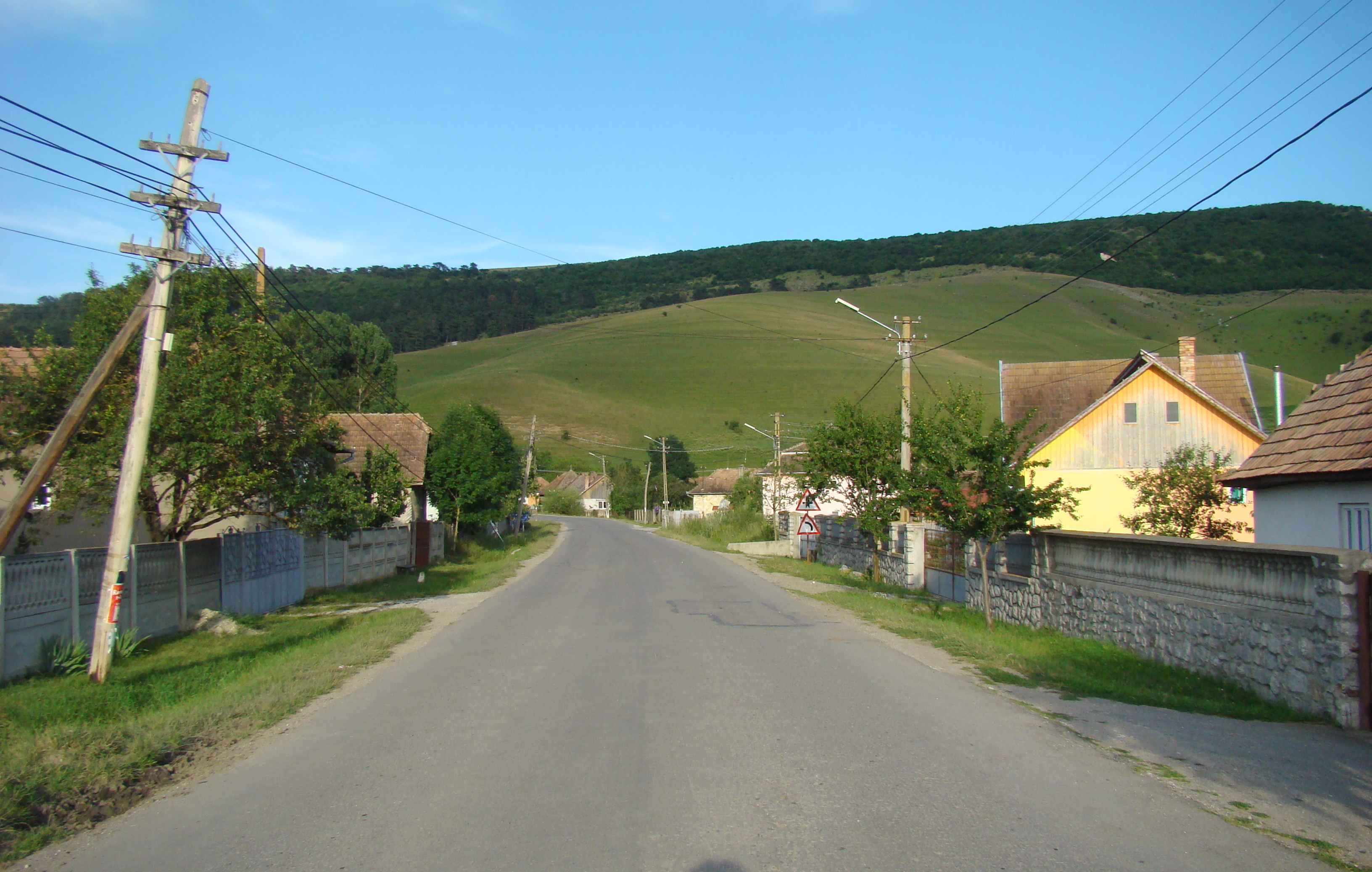
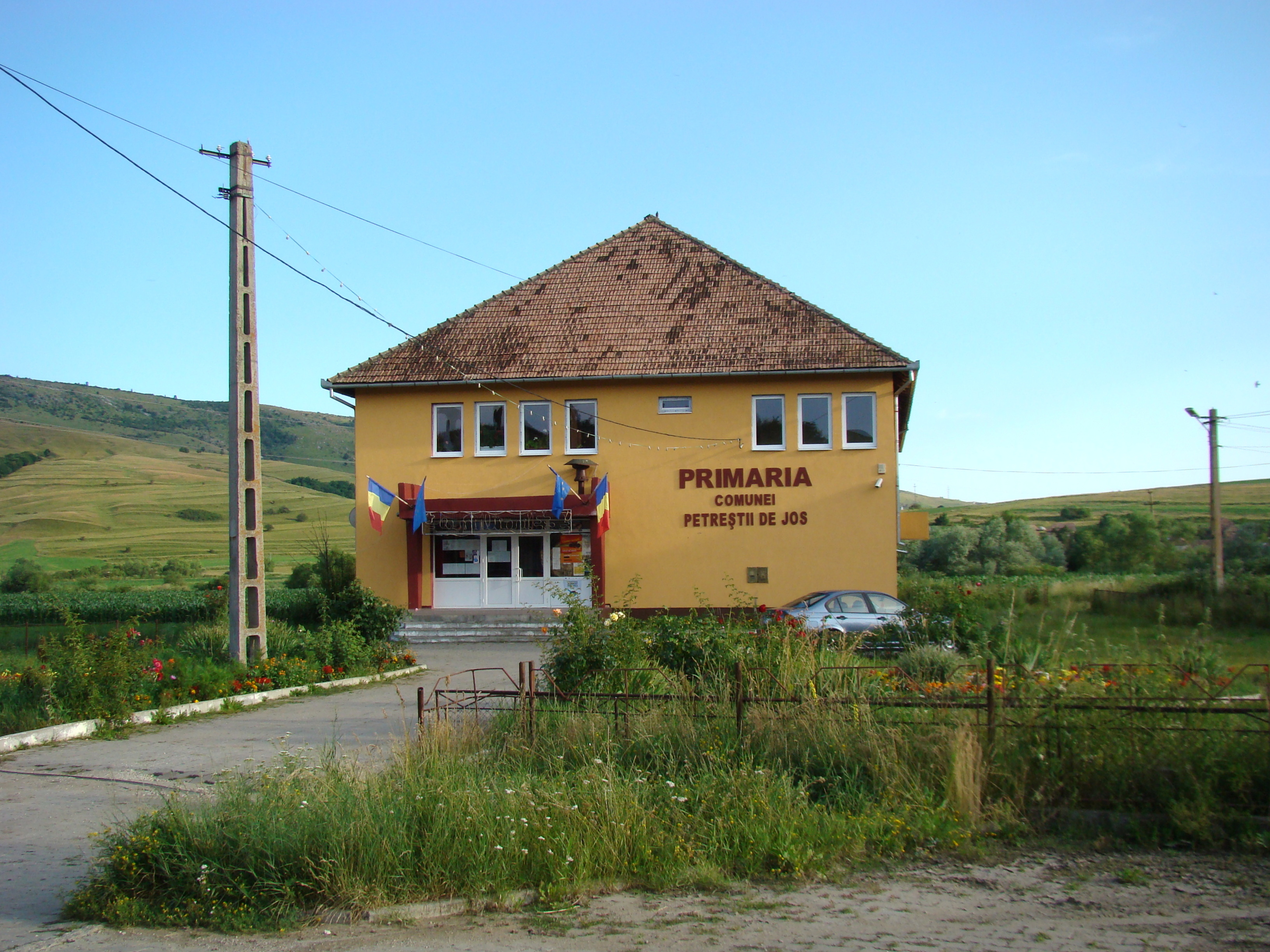
Mairie de Petreștii de Jos
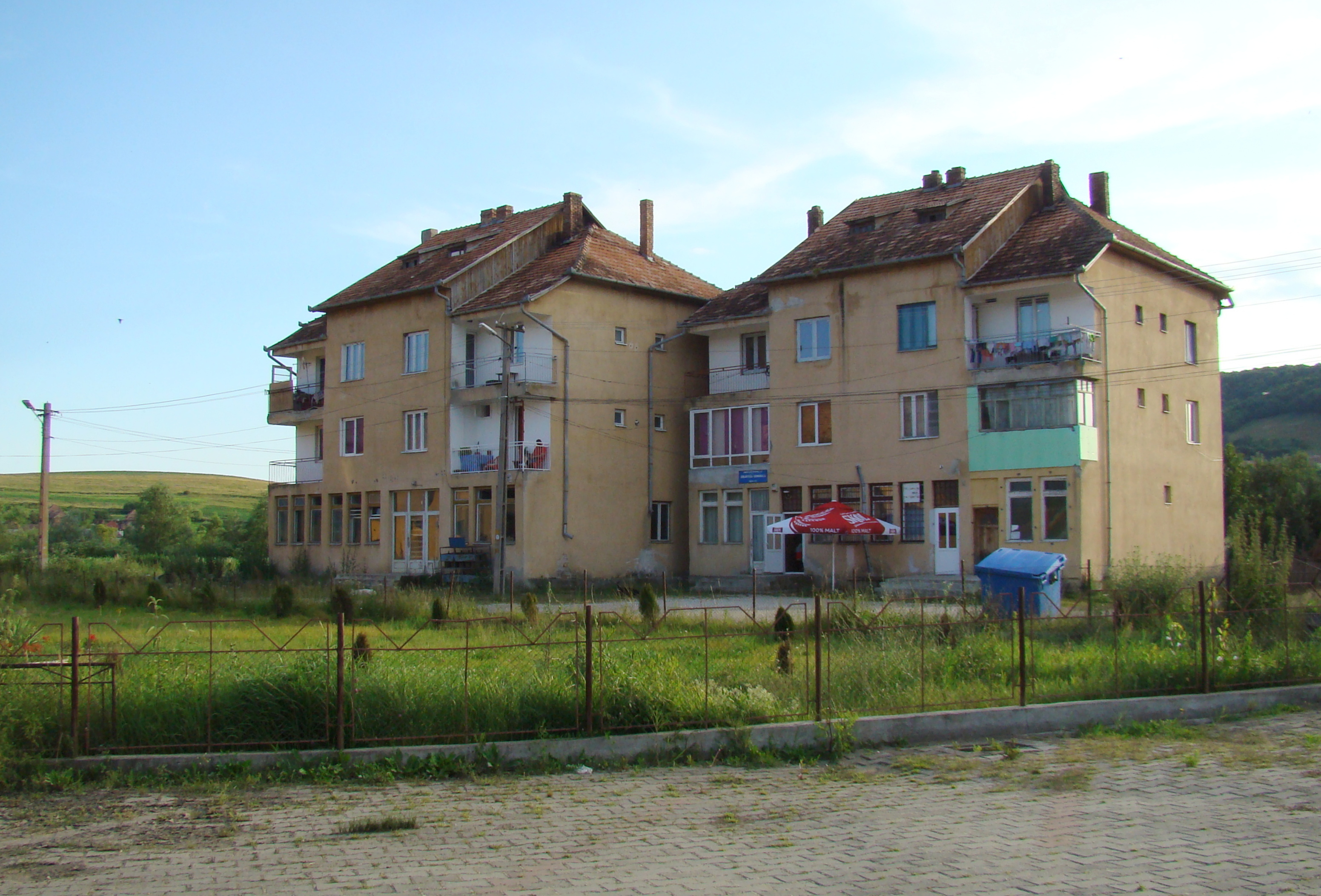
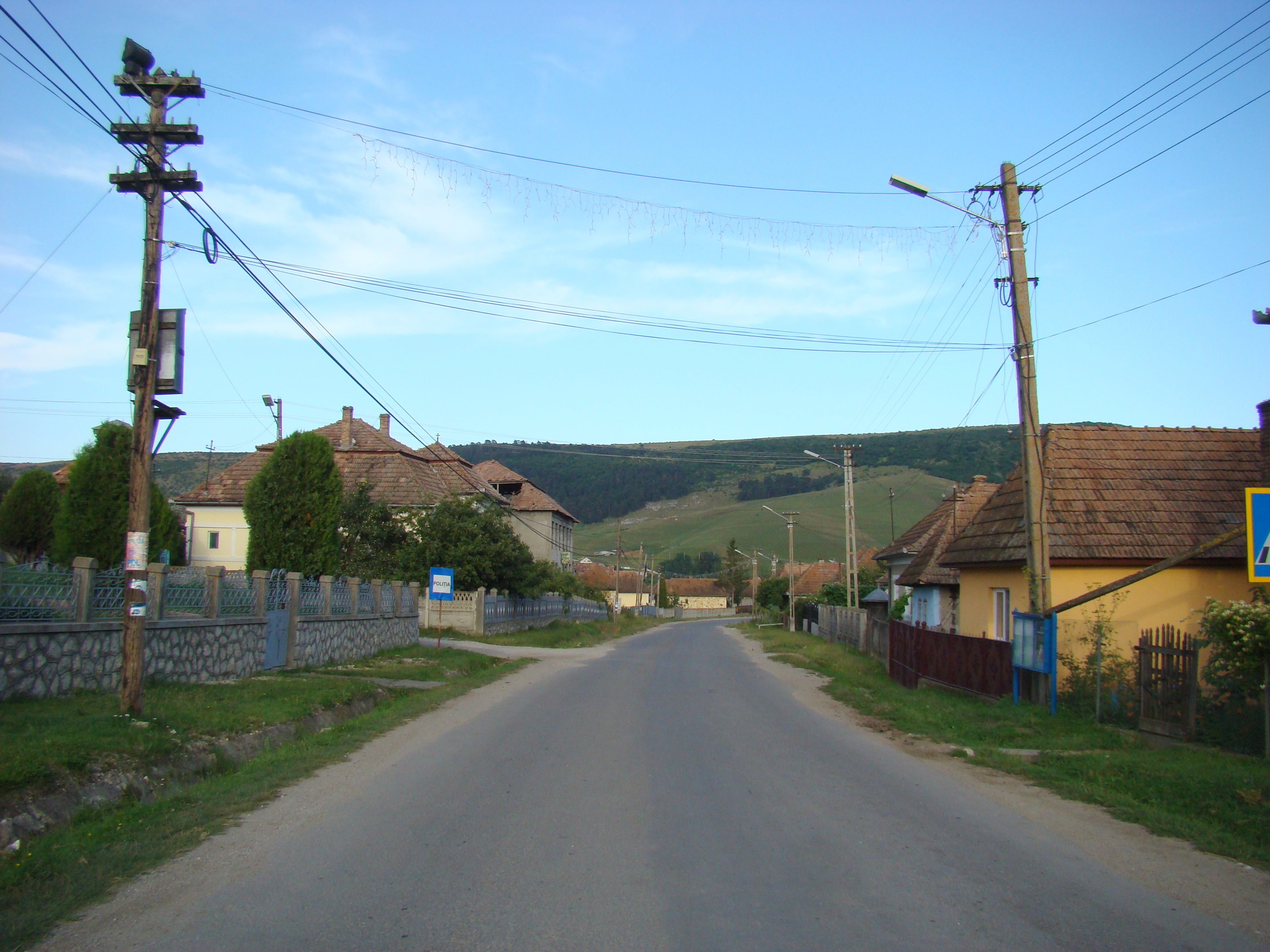
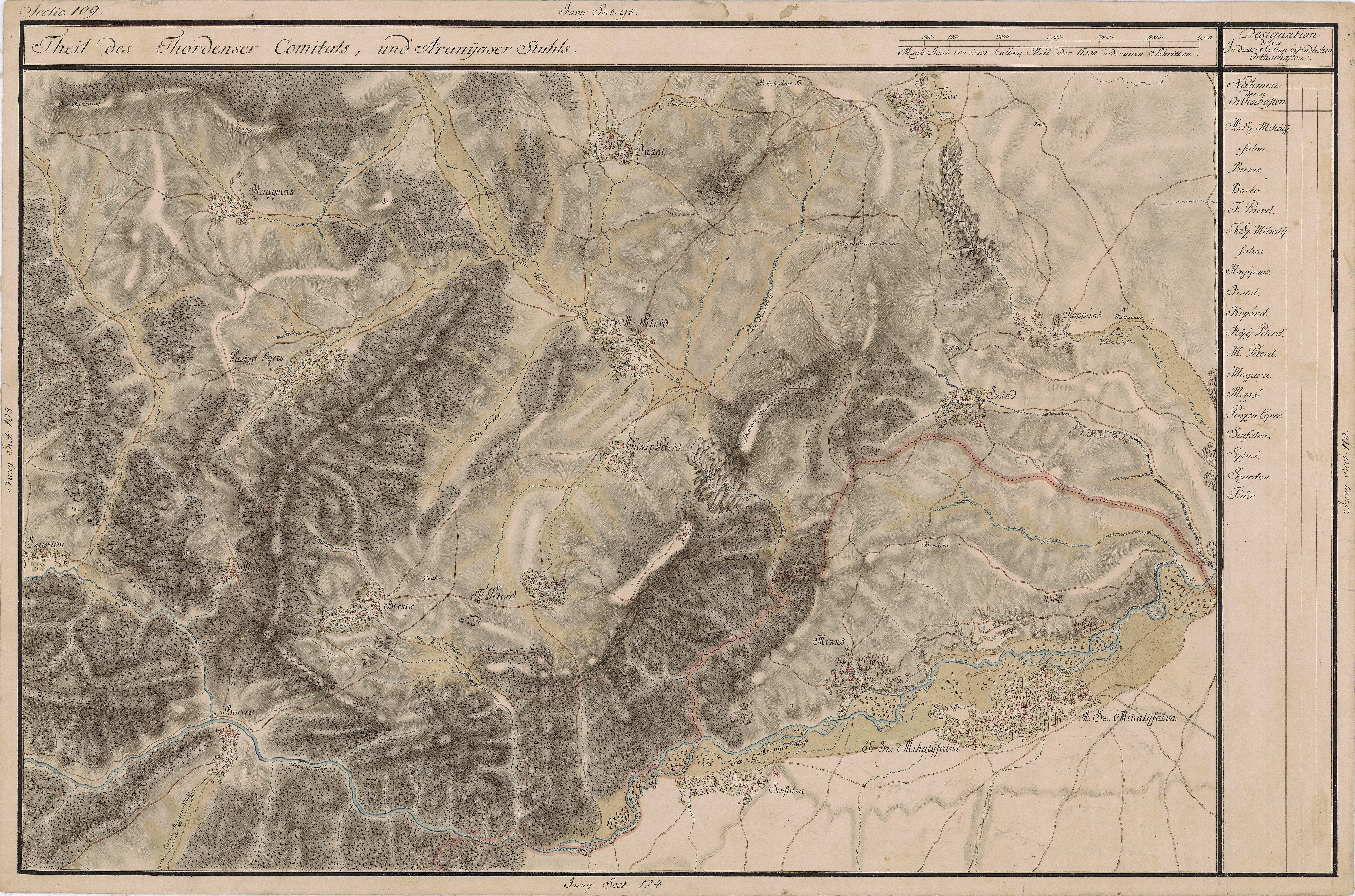
Carte ancienne, Harta Iosefină (ro), Transylvanie, 1769-1773